# Palaeomolis metacauta
Palaeomolis metacauta är en fjärilsart som beskrevs av Paul Dognin 1910. Palaeomolis metacauta ingår i släktet Palaeomolis och familjen björnspinnare. Inga underarter finns listade i Catalogue of Life.